# .bh
.bh دامنه اینترنتی بحرین است.